# Atlas Osobliwych Galaktyk

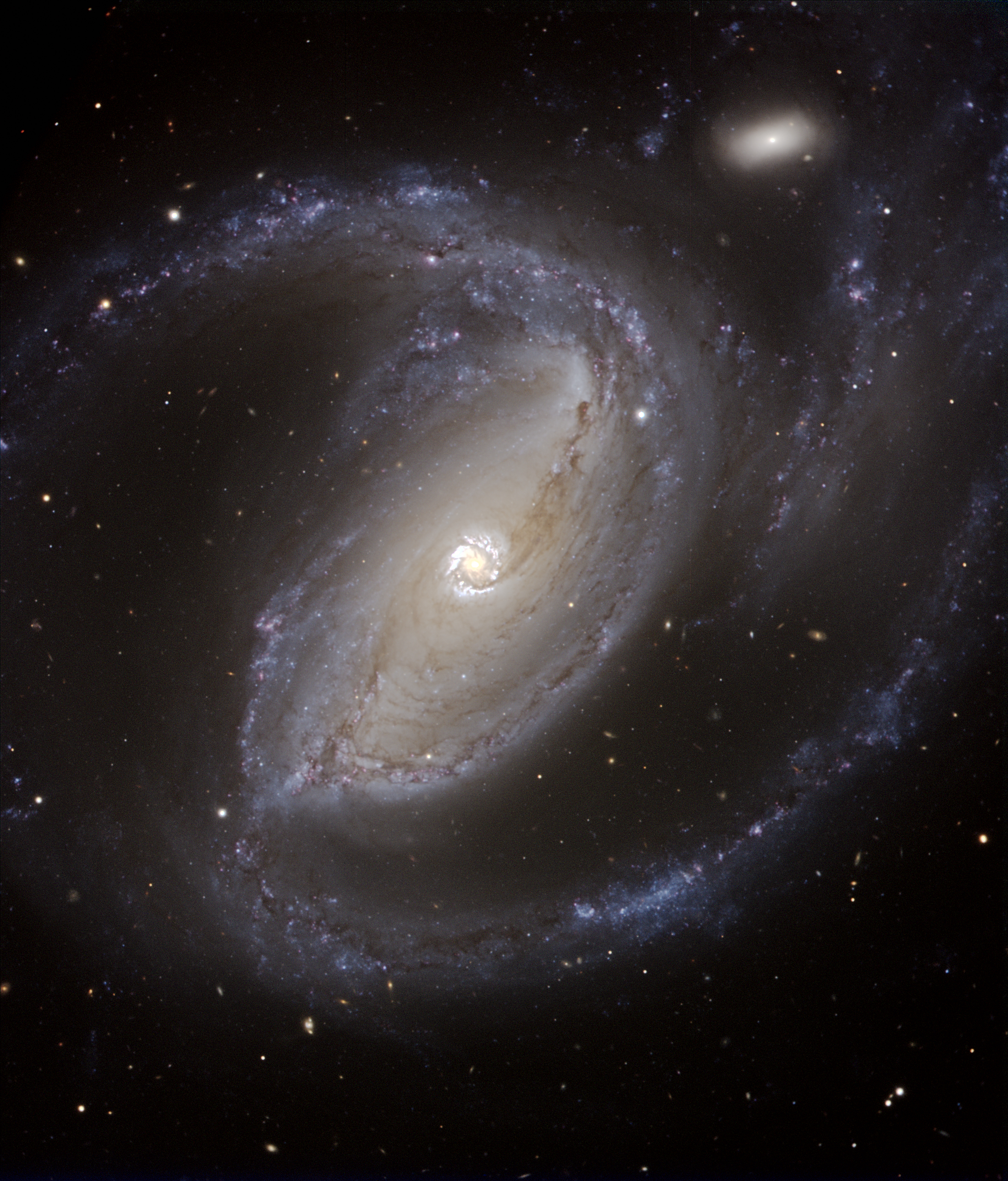
Arp 77 – NGC 1097 z małą towarzyszką, zdjęcie z Very Large Telescope

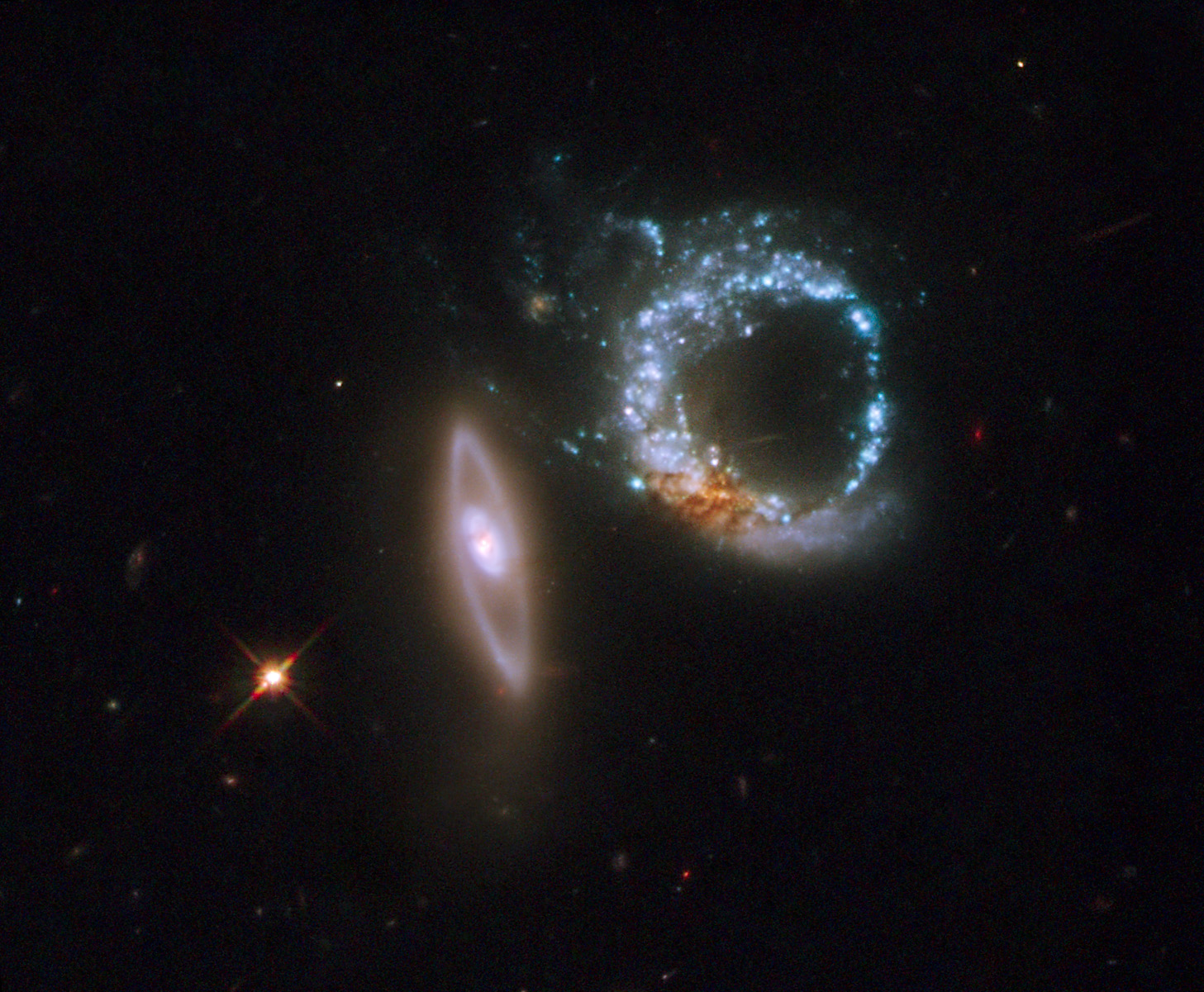
Arp 147 (IC 298) – para oddziałujących ze sobą galaktyk pierścieniowych. Zdjęcie wykonane Kosmicznym Teleskopem Hubble’a (HST).

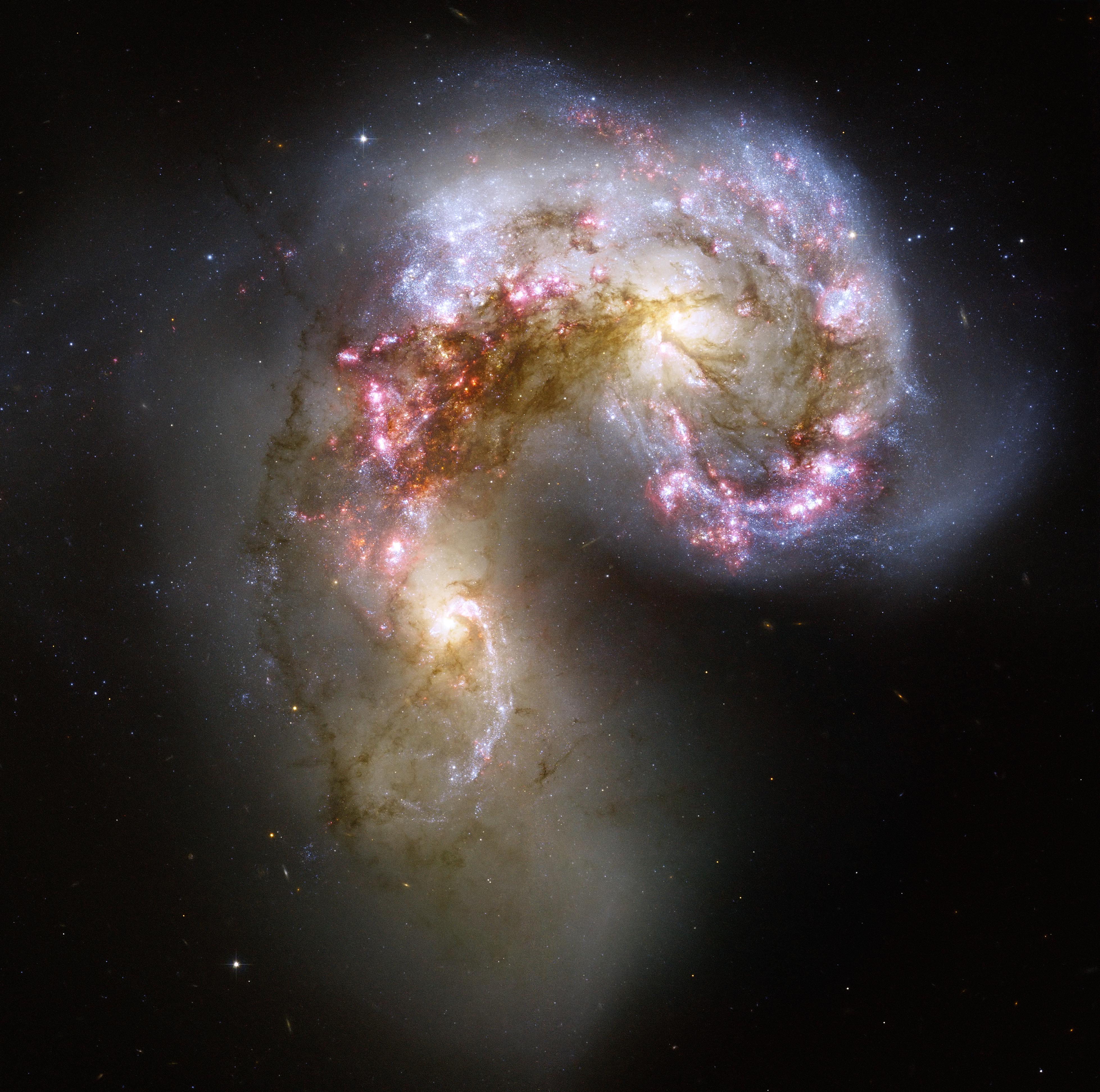
Arp 244 (inna nazwa: Galaktyki Czułki lub Anteny) – zderzające się galaktyki NGC 4038 i NGC 4039 (HST)

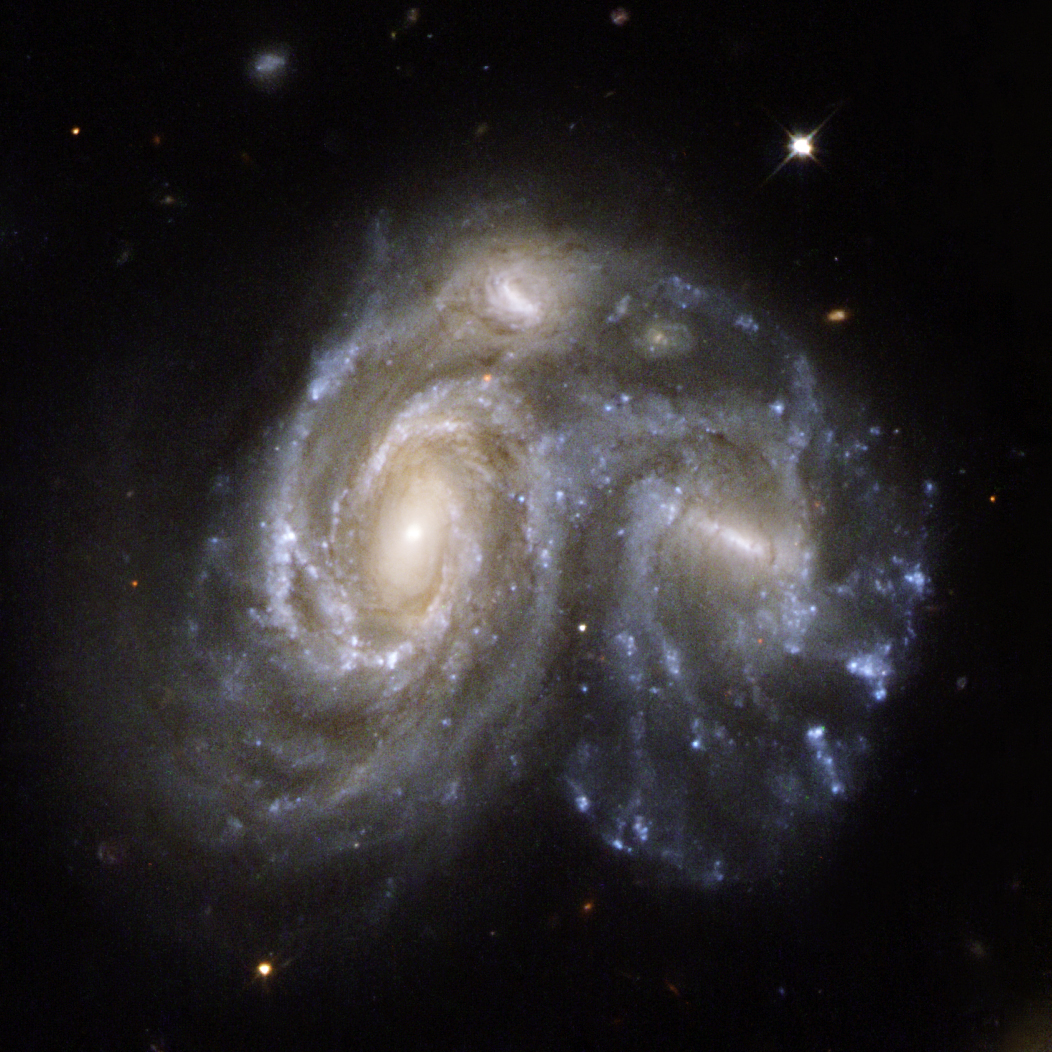
Arp 272: NGC 6050 oraz IC 1179, para zderzających się galaktyk spiralnych (HST)

Atlas Osobliwych Galaktyk (ang. Atlas of Peculiar Galaxies) – katalog galaktyk stworzony przez amerykańskiego astronoma, Haltona Arpa. Spis zawiera 338 obiektów astronomicznych. Został opublikowany w 1966 przez California Institute of Technology. W katalogu znajdują się galaktyki o ciekawych kształtach, np. NGC 4038.
Pierwotnym celem opracowania atlasu było zgromadzenie fotografii galaktyk z nietypowymi strukturami, co miało pomóc wyjaśnieniu jak powstają poszczególne typy galaktyk (spiralne i eliptyczne).
Jak się potem okazało, wiele obiektów z atlasu Arpa to przykłady zderzających się i oddziałujących ze sobą par galaktyk.
Są tam również galaktyki karłowate, niemające regularnej struktury. Kilka to radiogalaktyki, a także galaktyki aktywne, wyrzucające dżety. Do tych ostatnich należą M87 z katalogu Messiera, oznaczona jako Arp 152, oraz Centaurus A, oznaczona jako Arp 153.
Obiekty o numerach od 1 do 101 to galaktyki spiralne pojedyncze lub mające niewielkiego towarzysza. Obiekty 102–145 to galaktyki eliptyczne, zaś numerami od 146 do 268 oznaczone są galaktyki, które nie są spiralne ani eliptyczne. Numery 269–327 to pary galaktyk, zaś pozostałe fotografie przedstawiają obiekty, których nie można było przypisać do żadnej z pozostałych klas.

## Wybrane obiekty katalogu
- Arp 22 – NGC 4027
- Arp 26 – Galaktyka Wiatraczek
- Arp 55 – UGC 4881
- Arp 65 – NGC 90 i NGC 93
- Arp 81 – NGC 6621 i NGC 6622
- Arp 82 – NGC 2535 i NGC 2536
- Arp 84 – NGC 5394 i NGC 5395
- Arp 85 – Galaktyka Wir
- Arp 87 – NGC 3808
- Arp 92 – NGC 7603 i PGC 71041
- Arp 104, Para Keenana – para galaktyk NGC 5216 i NGC 5218
- Arp 116 – Messier 60 i NGC 4647
- Arp 147 – IC 298
- Arp 148 – Obiekt Mayalla
- Arp 153 – NGC 5128
- Arp 157 – NGC 520
- Arp 168 – Messier 32
- Arp 182 – NGC 7674 i NGC 7674A
- Arp 186 – NGC 1614
- Arp 188 – Galaktyka Kijanka
- Arp 193 – IC 883
- Arp 194 – UGC 6945
- Arp 220 – IC 1127
- Arp 236 – IC 1623
- Arp 238 – UGC 8335
- Arp 240 – NGC 5257 i NGC 5258
- Arp 242 – para galaktyk Myszy, NGC 4676
- Arp 243 – NGC 2623
- Arp 244 – para galaktyk Czułki (lub Anteny), NGC 4038 i NGC 4039
- Arp 256
- Arp 261
- Arp 268 – Holmberg II
- Arp 272 – NGC 6050 i IC 1179
- Arp 273 – para galaktyk UGC 1810 i UGC 1813
- Arp 274 – grupa galaktyk NGC 5679
- Arp 276 – para galaktyk NGC 935 i IC 1801
- Arp 297 – NGC 5754 i NGC 5752
- Arp 298 – NGC 7469 i IC 5283
- Arp 299 – NGC 3690 i IC 694
- Arp 302 – UGC 9618
- Arp 316 – NGC 3193
- Arp 317 – Triplet Lwa
- Arp 319 – Kwintet Stephana
- Arp 321 – Hickson 40
- Arp 337 – Galaktyka Cygaro, M82